# Guaranda
Guaranda est une ville d'Équateur, chef-lieu du canton du même nom et capitale de la province de Bolívar.
On peut y visiter un musée historique et un monument érigé en mémoire du Cacique Guarango. On y cultive les traditions folkloriques et les fêtes populaires : le carnaval de Guaranda est très apprécié pour sa musique, ses chansons et ses danses.
Guaranda est l'une des deux garnisons de la Sierra à s'être soulevées pendant la « révolution » de 1905 menée par Eloy Alfaro et visant à sauver les réformes libérales.